# Peter Fenger
Peter Fenger (23. oktober 1719 i Lübeck – 24. december 1774) var en dansk handelsmand.
Han fødtes i Lybek, hvor faderen, af samme navn (1688-1737), var skipper. Moderen (1692-1778) hed Magdalene Margrethe f. Seeländer. 1752 fik Fenger mod at nedsætte sig som groshandler i København, hvor han dengang allerede i 14 år havde været handelsbetjent på etatsråd Wevers Kontor, frihed for borgerlig tynge i 6 år. Efter at have erhvervet sig borgerskab som groshandler 1755 drev han i kompagni med hofagent Peter Borre på Christianshavn en ret betydelig handel med salt, hør, hamp, stenkul, specerier, asiatiske og vestindiske varer samt førte veksel-, spekulations- og kommissionshandel. Sammesteds oprettede han et sæbesyderi, hvortil han fik privilegium 1763. 3 år før havde agent Borre og han fået et privilegium på at drive et sukkerraffinaderi, hvilket dog næppe kom i gang. 1762 optoges Fenger blandt grosserernes ældste og 1772 blandt Stadens 32 mænd. Efter hans død, juleaften 1774, ledede hans enke, Else f. Brock (1737-1811, en søster til legatstifteren Niels Brock), hvem han havde ægtet 14. juni 1758, med stor dygtighed både bedriften og de 11 umyndige børns opdragelse, gjennem hvem ægteparret blev stamforældre til en talrig og anset slægt her i landet.